# Bilāsipāra
Bilāsipāra är en ort i Indien.   Den ligger i distriktet Dhuburi och delstaten Assam, i den östra delen av landet, 1 300 km öster om huvudstaden New Delhi. Bilāsipāra ligger 38 meter över havet och antalet invånare är 37 739.
Terrängen runt Bilāsipāra är platt. Runt Bilāsipāra är det tätbefolkat, med 356 invånare per kvadratkilometer. Bilāsipāra är det största samhället i trakten. Trakten runt Bilāsipāra består till största delen av jordbruksmark.